# Las autonosuyas
Las autonosuyas és una pel·lícula espanyola de 1983, l'última dirigida per Rafael Gil. Està basada en la novel·la homònima de Fernando Vizcaíno Casas, en la qual s'ironitza sobre l'estat de les Autonomies en Espanya i els seus idiomes cooficials.

## Argument
El seu argument, exposat en un to de farsa i paròdia humorística, tracta sobre un poble anomenat Rebollar de la Mata, (que en la realitat correspon a Torrelodones), on al seu ambiciós alcalde Austrasigildo se li ha ocorregut constituir-se en Ente Autonómico Serrano, seguint l'exemple d'altres autonomies.
La resta d'alcaldes veïns el secunden encegats per la possibilitat d'aprofitar-se'n, assignar-se enormes sous, cobrar substancioses dietes, utilitzar capritxosament els cotxes oficials, no escatimar en seguretat, tenir secretàries i altres prebendes. D'aquesta forma, l'alcalde de Rebollar es converteix en President d'aquesta Comunitat, en la qual, per a igualar-se amb altres autonomies, institueix fins i tot el seu propi idioma oficial el "farfullo", derivat de la forma de parlar d'aquest, qui per un defecte converteix les pes en efes.
Ja en marxa l'autonomia serrana, es convoca una gran festa de germanor amb els nacionalistes de la resta d'Espanya, però no tots estan a favor del rumb que ha pres aquest assumpte i tractaran d'impedir-ho.

## Premis
39a edició de les Medalles del Cercle d'Escriptors Cinematogràfics
| Categoria                   | Persona            | Resultat  |
| --------------------------- | ------------------ | --------- |
| Millor actor de repartiment | José Bódalo        | Guanyador |
| Millor muntatge             | José Luis Matesanz | Guanyador |

## Rodatge
El rodatge es va realitzar majoritàriament al poble madrileny de Torrelodones. El recorregut que es fa en els flamants cotxes oficials correspon amb els actuals carrers Carlos Picabea (carrer del Palo en la pel·lícula) i el carrer Real, a la qual s'accedia per la Plaça de la Constitució, avui dia pas de vianants. Els cotxes passen per aquests carrers un cop i un altre en un recorregut que, tanmateix, se suposa continu.

### Espectadors i recaptació
La pel·lícula va ser seguida per 287.111 espectadors, aconseguint una recaptació de 354.080,96 euros. La pel·lícula va ser boicotejada per sectors nacionalistes bascos i catalans, fins al punt d'evitar la seva estrena i distribució comercial a Catalunya, i el País Basc.

## Repartiment
La pel·lícula va comptar amb el següent repartiment:
- Alfredo Landa: Austrasigildo, alcalde de Rebollar de la Mata.
- María Casanova: Inés, mestra i esposa d'Austrasigildo.
- Manolo Codeso: Cojoncio, empleat de l'ajuntament.
- Fernando Sancho: Bernardo, Conseller de la Governació.
- Ángel de Andrés: Telesforo
- Alfonso del Real: Mambrú, caporal de la policia municipal.
- José Bódalo: Don Luciano, secretari de l'Ajuntament de Rebollar de la Mata.
- Antonio Garisa: Conseller
- Ismael Merlo: Don Ángel, coronel retirat.
- María Paz Pondal: Nuria, secretària del Conseller.
- Elvira Quintillá: Faustina, propietària del supermercat junt amb Paco el Ciruelo.
- Ramón Lillo: Paco el Ciruelo, marit de Faustina.
- Adrián Ortega: Don Benigno, farmacèutic.
- Tomás Blanco: Ambaixador basc.
- Pepe Ruiz: Don Marceliano, el párroco.
- Rafael Hernández: José, assistent del coronel.
- Félix Dafauce: Marciano, l'estanquer.
- Ricardo Palacios: Rafa, el gordo de los policías.
- Carlos Lucas: Poli, el policia prim
- Luis Barbero: Nicomedes pare, ramader.
- Juan José Otegui: Nicomedes fill, ramader.
- Lola Lemos: Àvia.
- Ángel Ter: Veí, excarrabiner.
- Jesús Mostaza: Cap de taula a les eleccions.